# Abilitare
Abilitarea (sau habilitarea) definește calificarea pentru a desfășura activități autonome în învățământul universitar și este cheia pentru accesul la o carieră academică în multe țări europene. În ciuda tuturor schimbărilor implementate în sistemele europene de învățământ superior în timpul procesului Bologna, abilitarea rămâne cel mai înalt nivel de calificare academică. Titlul este eliberat prin examen universitar și reprezintă un concept de bază al carierelor științifice în aceste țări.
Gradul este conferit în baza unei teze de abilitate bazată pe cercetare independentă, prezentată în fața unei comisii academice, într-un proces similar cu cel al unei teze de doctorat. În unele țări, o diplomă de abilitare este o calificare formală necesară pentru a preda și examina în mod independent într-un domeniu dat la nivel universitar. 

## Istorie și etimologie
Termenul de abilitare este derivat din habilitare (latină medievală), însemnând „să se potrivească”, „a se potrivi”, la rândul său provenit din latinescul habilis (potrivit, priceput, îndemânatic). Gradul  a fost dezvoltat în Germania secolului al XVII-lea (circa 1652). Inițial, abilitarea a fost sinonimă cu calificarea doctorală. Termenul a devenit sinonim cu calificarea post-doctorală în Germania în secolul al XIX-lea, „când doctoratul nu mai părea suficient pentru a garanta transferul de cunoștințe către generația următoare”. Ulterior, a devenit normal pentru sistemul universitar german să se scrie două teze de doctorat: teza inaugurală (Inauguraldissertation, la finalizarea unui curs de studiu) și teza de habilitate (Habilitationsschrift), care deschidea calea către cariera de profesor universitar.

## Răspândire
Abilitarea există în țări precum: 
- Brazilia (livre-docência )
- Franța (Habilitation à diriger des recherches , „acreditare pentru supravegherea cercetării”, abreviată HDR)
- Elveția (Priv.-Doz. și/sau dr. habil.)
- Germania (Priv.-Doz. și/sau dr. habil.)
- Polonia (dr hab., Doktor habilitowany)
- Austria (fost Univ.-Doz., în prezent Priv.-Doz.)
- Egipt (العالمية Ālimiyya/Al-Azhar)
- Danemarca (dr. med./scient./phil.)
- Italia (Abilitazione scientifica nazionale, din 2012)
- Bulgaria (Docent)
- Portugalia (Agregação)
- Romania (abilitare)
- Republica Moldova (doctor habilitat)
- Republica Cehă (doc., docent)
- Finlanda (Dosentti /Docent)
- Slovacia (Docent)
- Suedia (Docent)
- Ungaria, Letonia (Dr. habil.)
- Grecia (υφηγεσία, υφηγετής)
- Armenia, Azerbaijan, Lituania (habilitat, în prezent abolit și nu mai este acordat, dar cei care au obținut diploma anterior o vor folosi pe viață)
- Kârgâzstan, Kazahstan, Uzbekistan, Ucraina, Belarus și Rusia (Doktor nauk)

## Proces
O teza de abilitare poate fi cumulativă (bazată pe cercetări anterioare, fie că este vorba de articole sau monografii) sau monografică, adică o teză specifică nepublicată, care tinde să fie foarte lungă. În timp ce abilitările cumulative sunt predominante în anumite domenii (precum medicina), acestea au fost – până acum aproape un secol în urmă – de neconceput în altele (cum ar fi dreptul). 
Abilitarea trebuie realizată independent, fără îndrumarea unui coordonator. În științe este necesară publicarea a numeroase articole de cercetare (uneori zece sau mai multe) în timpul unei perioade de abilitare de patru până la zece ani. În științele umaniste, publicarea unei cărți importante poate constitui o condiție prealabilă pentru susținere. În țări cu tradiție solidă, este posibilă obținerea unei catedre fără abilitare doar în cazul în care comisia de examinare atestă faptul că un anumit candidat posedă calificări echivalente cu cele ale unei abilitări, iar forurile superioare (senatul universității și ministerul educației) aprobă acest lucru. Cu toate acestea, sistemul este aplicat diferit și se fac adesea excepții în anumite domenii. 
Abilitarea este acordată după o susținere publică, care are loc după ce teza a fost acceptată. Obținerea abilitării conferă deținătorului venia legendi (în limba latină: „permisiunea de a citi”, adică de a preda). În unele domenii precum dreptul, filozofia, teologia și sociologia, venia și – prin urmare – habilitarea, sunt conferite numai pentru anumite sub-domenii (cum ar fi dreptul penal, dreptul civil filosofia științei etc.); în altele, acest drept acoperă tot domeniul. 
Deși intervalul de timp pentru obținerea abilitării diferă în funcție de țară sau domeniul considerat, de obicei durează mai mult după obțienrea doctoratului decât obținera titlului tenure în SUA. De exemplu, în Polonia, termenul legal pentru obținerea unei abilitări (în mod tradițional, deși nu obligatoriu, dacă s-a publicat o carte) este de opt ani.  Teoretic, dacă un profesor asistent nu reușește să obțină habilitare în acest interval, el ar trebui transferat pe o poziție de lector, cu o încărcare de predare superioară și fără obligații de cercetare; la limită, acesta poate să fie demis.  În practică însă, aceste termene de abilitare sunt prelungite pentru majoritatea cercetătorilor dacă nu o fac la timp, dar există dovezi că pot termina în viitorul apropiat. 

### Austria
În Austria, procedura este în prezent reglementată de legislația națională (Actul Universitar Austriac UG2002 §103 ). Procesul de absolvire include pe lângă subcomisia Senatului (inclusiv reprezentanții studenților pentru o audiere privind capacitățile de predare ale candidatului) și un evaluator extern. Obținerea abilitării permite cadrelor universitare să facă cercetări și să supervizeze doctoranzi, masteranzi etc. în numele acestei universități. Deoarece este o diplomă academică, acest lucru este valabil chiar dacă persoana nu este înscrisă (sau nu mai este înscrisă) la această instituție – Habilitation ad personam. Numirea ca profesor plin se obține cu o comisie internațională de constatare și include o venia docendi (UG2002 §98 (12)) care este limitată la momentul numirii (UG2002 §98 (13)) - Habilitation ad positionem. 
În timp ce abilitarea asigură drepturile cercetării și supravegherii independente, este la latitudinea statutului universităților să acorde aceste drepturi profesori asociați fără habilitare. În prezent, majoritatea universităților austriece fac acest lucru numai pentru programele de masterat, dar nu și pentru cele de doctorat.

### Brazilia
Livre-docência este un titlu acordat posesorilor de diplome de doctorat la prezentarea unei teze cumulative, urmată de o examinare viva voce. Acesta a dispărut din cele mai multe instituții de învățământ superior brazilian, dar este totuși obligatoriu pentru a fi admis drept profesor (profesor titular) în unele instutuții. 

### Franța
Gradul Docteur d'État (doctor de stat, abreviat „DrE”) sau Doctorat d'État (doctorat de stat), numit Doctorat ès lettres  înainte de 1950, a fost acordat anterior de anumite universități din Franța și a avut un scop oarecum similar. În urma prezentării a două teze (teza primară, thèse principale și teza secundară, thèse complémentaire) la Facultatea de Litere de la Universitatea din Paris, candidatului doctoral i se acorda titlul Docteur d'État . 
În 1984, Docteur d'État a fost înlocuit de Habilitation à diriger des recherches. Obținerea abilitării franceze este o cerință generală pentru supravegherea doctoranzilor și obținerea funcției de profesor. Această cerință nu se aplică celor ce dețin titlul Directeur de Recherche, asimilat celui de profesor de către Conseil National des Universités (CNU).  În funcție de domeniu, necesită o cercetare consecventă pentru o perioadă între 3 și 10 ani și un număr substanțial de publicații semnificative. Contribuțiile administrative sau organizarea cursurilor pot rareori compensa un dosar de cercetare mai puțin substanțial, în principal deoarece evaluarea este efectuată majoritar de către referenți externi, adesea străini. 

### Germania
Pentru a ocupa funcția de profesor universitar în cadrul sistemului german, este necesar să fi obținut abilitarea sau „realizări echivalente abilitării”, care pot fi demonstrate prin conducerea unui grup de cercetare sau prin alte realizări în cercetare și predare. Abilitarea este astfel o calificare la un nivel mai înalt decât doctoratul german. De obicei se obține după câțiva ani de cercetări independente, fie „intern” (în timpul lucrului într-o  universitate din postura de Wissenschaftlicher Assistent  – asistent științific sau Akademischer Rat – lector) sau „extern” ca practicant (cum ar fi profesor de liceu, avocat etc.). 
Numai acei candidați care primesc cel mai înalt sau cel de-al doilea grad pentru teza de doctorat sunt încurajați să continuie cu abilitarea. Începând cu anul 2006, în unele state federale din Germania, s-au introdus noi restricții prin legile federale privind gradul obținut pentru teza de doctorat, care permite doar candidaților excelenți să intre în procesul de abilitare. 
După finalizarea tezei de habilitare ( Habilitationsschrift) și a tuturor celorlalte cerințe, candidatul (numit Habilitand în limba germană) „s-a abilitat pe sine” și primește diploma „Dr. habil.” (cu specificații precum „Dr. rer. nat. habil.”).  Depinde de stat sau de universitate dacă habilitatea contează de jure ca un doctorat suplimentar, separat de cel original (caz în care titlul ar fi „Dr. rer. nat.  Dr. rer. nat. habil.“). 
O procedură distinctă, dar o formalitate necesară după terminarea habilitării, o reprezintă primirea oficială a venia legendi, „permisiunea de a preda”, sau ius docendi, „dreptul de a preda” un anumit subiect academic la universități pentru toată viața. O persoană aflată în posesia venia legendi, dar care nu este profesor, se numește Privatdozent /Privatdozentin, abreviat PD sau Priv.-Doz. Statutul de Privatdozent necesită o anumită activitate de predare (în general neremunerată), pentru păstrarea titlului (Titellehre). 
Trebuie reținut faptul că distincția „Dr. habil.” nu este utilizată aproape niciodată alături de „Privatdozent” și rareori cu „Profesor” (fapt implicit). 

### Italia
În sistemul juridic italian, „abilitările” sunt diferite tipuri de acte și autorizații. 
În domeniul profesiilor liberale, protejate de către un organism profesional (arhitecți, avocați, ingineri, medici, farmaciști, jurnaliști etc.), există examenul de stat, denumit în mod corespunzător „examen de stat pentru calificarea pentru exercitarea profesiilor” care permite studenților deja absolvenți sau celor care au titlurile necesare să se înscrie în listele de profesioniști. Multe examene de stat includ printre cerințe deținerea unei calificări specifice. De exemplu, pentru a participa la examenul de abilitare pentru profesia de arhitect sau inginer, trebuie să fi absolvit deja o universitate. Cu toate acestea, pentru a practica efectiv profesia, este necesară înregistrarea la asociația profesională relevantă și – dacă profesia este exercitată în mod independent – este necesar un număr TVA. Aceste examene sunt – de obicei – organizate de ordinele profesionale, în colaborare cu universitățile din zonă. 
În alte cazuri, în special în cazul profesiilor din domeniul sănătății sau de îngrijire a copilului – care nu sunt protejate de un ordin profesional – gradul în sine este un titlu de calificare. 
În cele din urmă, unele abilitări – din moment ce activitățile lor nu se pot desfășura în mod autonom – trebuie să fie incluse într-o structură adecvată pentru a se desfășura în mod eficient profesia în cauză. Acesta este – de exemplu – cazul educației: odată ce examenul de calificare a fost aprobat, trebuie să fie câștigată o competiție publică pentru recrutarea într-o școală secundară. Așa-numita reformă Gelmini a sistemului universitar (Legea italiană 240/2010) a stabilit calificarea științifică națională pentru rolul de profesor asociat și profesor obișnuit. Aceasta înseamnă că, drept condiție prealabilă pentru a fi selectată de un comitet universitar pentru a îndeplini aceste roluri, este necesar să fi obținut calificarea științifică pentru tipul respectiv de predare. 

### Portugalia
În sistemul juridic portughez, există două tipuri de grad de abilitare. Primul este acordat în mod obișnuit profesorilor universitari și este numit „agregação”, în timp ce al doilea este numit „habilitação” și este folosit mai mult de cercetători doctorali care lucrează în institute din afara universităților. În mod legal, ele sunt echivalente și sunt necesare pentru ca un profesor (agregação) sau un cercetător (habilitação) să ajungă la vârful carierei lor specifice (Profesor plin sau Coordonator de cercetare).  Ambele grade își propun să evalueze dacă un candidat a obținut rezultate semnificative în ceea ce privește activitatea științifică, inclusiv activități în supravegherea postuniversitară. 

### România
Acordarea atestatului de abilitare în România a fost reglementată în 2011 și prevedea că acesta este acordat de către Ministerul Educației, Cercetării, Tineretului și Sportului la propunerea universităților. În urma unor modificări succesive, criteriile (inițial comparabile cu cele din vest) au fost relaxate, iar titlul este acordat direct de către universități.
Ordinul Nr. 5229/2020 din 17 august 2020 emis de ministrul educației și cercetării prevede că: Acordarea atestatului de abilitare este propusă de Consiliul Național de Atestare a Titlurilor, Diplomelor și Certificatelor Universitare (denumit în continuare CNATDCU) și este aprobată prin ordin al ministrului educației și cercetării, în conformitate cu prevederile art. 300 din Legea educației naționale nr. 1/2011, cu modificările și completările ulterioare, și cu prevederile Hotărârii Guvernului nr. 681/2011 privind aprobarea Codului studiilor universitare de doctorat, cu modificările și completările ulterioare.

## Grade echivalente
Titlul Doktor nauk din Rusia și alte țări fost comuniste este echivalent abilitării. Forma cumulativă a abilitării poate fi comparată cu doctoratul superior, cum ar fi D.Sc. (Doctor of Science), Litt. D. (Doctor of Letters), LL. D. (Doctor of Laws) și DD (Doctor of Divinity) din Marea Britanie, Irlanda și în unele țări Commonwealth, care sunt acordate pe baza unei cariere a lucrărilor publicate. Cu toate acestea, doctoratele superioare din aceste țări nu sunt adesea recunoscute de statele germane ca fiind echivalente abilitării.
În plus, poziția sau titlul de profesor asociat (sau superior) la o universitate din Uniunea Europeană este tradus în mod sistematic sau comparat cu titluri precum Universitätsprofessor (Germania), førsteamanuensis (Norvegia) sau Doktor hab. (Polonia) de către instituții precum Direcția Generală pentru Cercetare a Comisiei Europene și implică de obicei că titularul unui astfel de titlu are o diplomă echivalentă cu cea de abilitare. 